# Tanycarpa scabrator
Tanycarpa scabrator är en stekelart som beskrevs av Chen och Wu 1994. Tanycarpa scabrator ingår i släktet Tanycarpa och familjen bracksteklar. Inga underarter finns listade i Catalogue of Life.